# Ranking FIFA da AFC
O Ranking FIFA da AFC é um sistema que classifica as seleções nacionais filiadas à Confederação Asiática de Futebol (AFC), de acordo com suas respectivas classificações no Ranking Mundial da FIFA.

## Primeiro ranking
O primeiro ranking da FIFA foi divulgado em 8 de agosto de 1993 e levou em conta os oito melhores resultados de cada equipe nos últimos 12 meses. A estreia abrangeu o período entre julho de 1992 e julho de 1993. A primeira seleção a liderar o ranking FIFA da AFC foi a Seleção Sul-Coreana.
Estas foram as 10 primeiras colocações do primeiro ranking da AFC elaborado pela FIFA:
| Posição | Posição Regional | Seleção                |
| ------- | ---------------- | ---------------------- |
| 36º     | 1º               | Coreia do Sul          |
| 43º     | 2º               | Japão                  |
| 44º     | 3º               | Arábia Saudita         |
| 45º     | 4º               | China                  |
| 51º     | 5º               | Catar                  |
| 52º     | 6º               | Austrália              |
| 54º     | 7º               | Irã                    |
| 55º     | 8º               | Emirados Árabes Unidos |
| 57º     | 9º               | Iraque                 |
| 60º     | 10º              | Kuwait                 |

## Ranking
Ranking atualizado em 18 de julho de 2024 próxima atualização em 19 de setembro de 2024.
| Posição | Posição Regional | Seleção                | Pontos  |
| ------- | ---------------- | ---------------------- | ------- |
| 18º     | 1º               | Japão                  | 1621,81 |
| 20º     | 2º               | Irã                    | 1611,16 |
| 23º     | 3º               | Coreia do Sul          | 1572.87 |
| 24º     | 4º               | Austrália              | 1571.29 |
| 34º     | 5º               | Catar                  | 1504,06 |
| 55º     | 6º               | Iraque                 | 1433,07 |
| 56º     | 7º               | Arábia Saudita         | 1431,3  |
| 61º     | 8º               | Uzbequistão            | 1397,41 |
| 68º     | 9º               | Jordânia               | 1374,13 |
| 69º     | 10º              | Emirados Árabes Unidos | 1368,84 |
| 76º     | 11º              | Omã                    | 1326,18 |
| 80º     | 12º              | Bahrein                | 1302,86 |
| 87º     | 13º              | China                  | 1267,51 |
| 93º     | 14º              | Síria                  | 1246,68 |
| 96º     | 15º              | Palestina              | 1231,25 |
| 101º    | 16º              | Tailândia              | 1218,56 |
| 102º    | 17º              | Quirguistão            | 1213,58 |
| 103º    | 18º              | Tadjiquistão           | 1212,41 |
| 110º    | 19º              | Coreia do Norte        | 1183,96 |
| 115º    | 20º              | Vietnã                 | 1168,02 |
| 116º    | 21º              | Líbano                 | 1167,64 |
| 124º    | 22º              | Índia                  | 1139,39 |
| 133º    | 23º              | Indonésia              | 1108,73 |
| 134º    | 24º              | Malásia                | 1107,58 |
| 136º    | 25º              | Kuwait                 | 1098,42 |
| 144º    | 26º              | Turcomenistão          | 1065,42 |
| 147º    | 27º              | Filipinas              | 1053,03 |
| 151º    | 28º              | Afeganistão            | 1034,37 |
| 156º    | 29º              | Iêmen                  | 1021,24 |
| 159º    | 30º              | Hong Kong              | 1011,91 |
| 161º    | 31º              | Singapura              | 1008,26 |
| 163º    | 32º              | Maldivas               | 1003,48 |
| 165º    | 33º              | Taipé Chinês           | 991,34  |
| 166º    | 34º              | Myanmar                | 988,98  |
| 175º    | 35º              | Nepal                  | 935,93  |
| 180º    | 36º              | Camboja                | 924,52  |
| 182º    | 37º              | Butão                  | 904,1   |
| 184º    | 38º              | Bangladesh             | 896,67  |
| 185º    | 39º              | Macau                  | 896,62  |
| 188º    | 40º              | Laos                   | 889,62  |
| 189º    | 41º              | Mongólia               | 884,92  |
| 190º    | 42º              | Brunei                 | 881,73  |
| 196º    | 43º              | Timor-Leste            | 843,4   |
| 197º    | 44º              | Paquistão              | 842,59  |
| 204º    | 45º              | Guam                   | 821,91  |
| 205º    | 46º              | Sri Lanka              | 820,32  |

## Equipe do ano da AFC
Equipe do ano é o título concedido à seleção asiática que fecha o ano na primeira colocação do ranking regional, por vezes obtendo esse mesmo desempenho ao longo do período. A tabela abaixo relaciona as três primeiras posições de fechamento em cada ano.
| Ano  | Primeiro       | Segundo        | Terceiro       |
| ---- | -------------- | -------------- | -------------- |
| 1993 | Arábia Saudita | Coreia do Sul  | Japão          |
| 1994 | Arábia Saudita | Coreia do Sul  | Japão          |
| 1995 | Japão          | Coreia do Sul  | Austrália      |
| 1996 | Japão          | Arábia Saudita | Coreia do Sul  |
| 1997 | Japão          | Coreia do Sul  | Arábia Saudita |
| 1998 | Coreia do Sul  | Japão          | Kuwait         |
| 1999 | Arábia Saudita | Irã            | Coreia do Sul  |
| 2000 | Arábia Saudita | Irã            | Japão          |
| 2001 | Irã            | Arábia Saudita | Japão          |
| 2002 | Coreia do Sul  | Japão          | Irã            |
| 2003 | Coreia do Sul  | Arábia Saudita | Irã            |
| 2004 | Japão          | Irã            | Coreia do Sul  |
| 2005 | Japão          | Irã            | Coreia do Sul  |
| 2006 | Irã            | Austrália      | Uzbequistão    |
| 2007 | Japão          | Irã            | Coreia do Sul  |
| 2008 | Austrália      | Japão          | Coreia do Sul  |
| 2009 | Austrália      | Japão          | Coreia do Sul  |
| 2010 | Austrália      | Japão          | Coreia do Sul  |
| 2011 | Japão          | Austrália      | Coreia do Sul  |
| 2012 | Japão          | Coreia do Sul  | Austrália      |
| 2013 | Irã            | Japão          | Coreia do Sul  |
| 2014 | Irã            | Japão          | Coreia do Sul  |
| 2015 | Irã            | Coreia do Sul  | Japão          |
| 2016 | Irã            | Coreia do Sul  | Japão          |
| 2017 | Irã            | Austrália      | Japão          |
| 2018 | Irã            | Austrália      | Japão          |
| 2019 | Japão          | Irã            | Coreia do Sul  |
| 2020 | Japão          | Irã            | Coreia do Sul  |
| 2021 | Irã            | Japão          | Coreia do Sul  |
| 2022 | Japão          | Irã            | Coreia do Sul  |
| 2023 | Japão          | Irã            | Coreia do Sul  |

### Desempenho por país
| Seleção        | Primeiro                                                                     | Segundo                                                   | Terceiro                                                                                             |
| -------------- | ---------------------------------------------------------------------------- | --------------------------------------------------------- | --- |
| Japão          | 12 (1995, 1996, 1997, 2004, 2005, 2007, 2011, 2012, 2019, 2020, 2022 e 2023) | 8 (1998, 2002, 2008, 2009, 2010, 2013, 2014 e 2021)       | 8 (1993, 1994, 2000, 2001, 2015, 2016, 2017 e 2018)                                                  |
| Irã            | 9 (2001, 2006, 2013, 2014, 2015, 2016, 2017, 2018 e 2021)                    | 9 (1999, 2000, 2004, 2005, 2007, 2019, 2020, 2022 e 2023) | 2 (2002 e 2003)                                                                                      |
| Arábia Saudita | 4 (1993, 1994, 1999 e 2000)                                                  | 3 (1996, 2001 e 2003)                                     | 1 (1997)                                                                                             |
| Coreia do Sul  | 3 (1998, 2002 e 2003)                                                        | 7 (1993, 1994, 1995, 1997, 2012, 2015 e 2016)             | 16 (1996, 1999, 2004, 2005, 2007, 2008, 2009, 2010, 2011, 2013, 2014, 2019, 2020, 2021, 2022 e 2023) |
| Austrália      | 3 (2008, 2009 e 2010)                                                        | 4 (2006, 2011, 2017 e 2018)                               | 2 (1995 e 2012)                                                                                      |
| Kuwait         | 0                                                                            | 0                                                         | 1 (1998)                                                                                             |
| Uzbequistão    | 0                                                                            | 0                                                         | 1 (2006)                                                                                             |